# Nogaledo
Nogaledo es un lugar situado en la parroquia de Forcadela e Nogaledo, del municipio de El Barco de Valdeorras, en la provincia de Orense, Galicia, España.